# 7726 Олегбиков
7726 Олегбиков (7726 Olegbykov) — астероїд головного поясу, відкритий 27 серпня 1974 року.
Тіссеранів параметр щодо Юпітера — 3,602.